# Combrea
Combrea (en griego, Κώμβρεια) fue una antigua ciudad griega de la península Calcídica. 
Es citada por Heródoto como una de las ciudades —junto a Lipaxo, Lisas, Gigono, Campsa, Esmila y Enea— situadas en las proximidades del golfo Termaico, en una región llamada Crosea, cercanas a la península de Palene donde Jerjes reclutó tropas en su expedición del año 480 a. C. contra Grecia.
Se desconoce su localización exacta.